# Haematopota csikii
Haematopota csikii är en tvåvingeart som beskrevs av Szilady 1922. Haematopota csikii ingår i släktet Haematopota och familjen bromsar. Inga underarter finns listade i Catalogue of Life.